# University of Arkansas at Pine Bluff
Die University of Arkansas at Pine Bluff (auch (UAPB) genannt) ist eine staatliche Universität in Pine Bluff im Zentrum des US-Bundesstaates Arkansas. An der Hochschule sind 3331 Studenten eingeschrieben. Seit 1972 ist sie Teil des University of Arkansas System. Nach der University of Arkansas ist sie die zweitälteste staatliche Hochschule in Arkansas. Sie ist besonders für ihre Forschung im Bereich Aquakultur bekannt.

## Geschichte
Die Universität wurde 1873 als Branch Normal College für Afroamerikaner gegründet und gehört zu den Historischen afroamerikanischen Colleges und Hochschulen. Sie wurde 1927 in Arkansas Agricultural, Mechanical & Normal College (AM&N) umbenannt. Im Jahr 1972 wurde sie unter ihrem heutigen Namen Teil des University of Arkansas System.

## Sport
Die Sportmannschaften der UAPB sind die Golden Lions. Die Universität ist Mitglied der Southwestern Athletic Conference.